# Станків (Люблінське воєводство)
Станків (або Станьків, Станькув, пол. Stańków) — село в Польщі, у гміні Холм Холмського повіту Люблінського воєводства. Населення — 292 особи (2011).

## Історія
У XIX столітті вперше згадується церква східного обряду в селі.
У 1920—1925 роках у селі зведена мурована заміська резиденція православних єпископів. У міжвоєнні 1918—1939 роки польська влада в рамках великої акції закриття та руйнування українських храмів на Холмщині і Підляшші перетворила місцеву православну церкву на римо-католицький костел.
У 1975—1998 роках село належало до Холмського воєводства.

## Населення
Демографічна структура станом на 31 березня 2011 року:
|          | Загалом | Допрацездатний вік | Працездатний вік | Постпрацездатний вік |
| -------- | ------- | ------------------ | ---------------- | -------------------- |
| Чоловіки | 148     | 27                 | 105              | 16                   |
| Жінки    | 144     | 24                 | 96               | 24                   |
| Разом    | 292     | 51                 | 201              | 40                   |